# Masowa komparacja leksykalna
Masowa komparacja leksykalna – kontrowersyjna, odrzucana przez większość badaczy metoda badań językoznawczych, opracowana przez Josepha Greenberga.
Polega ona na porównywaniu słownictwa wielu języków i służy badaniom powiązań filogenetycznych pomiędzy różnymi rodzinami językowymi oraz językami na wielkich obszarach geograficznych. Na podstawie badań przeprowadzonych przy pomocy tej metody wyróżniono zarówno rodziny powszechne uznawane we współczesnym językoznawstwie, np. afroazjatycka czy nigero-kongijska, jak i kontrowersyjne i słabo akceptowane, np. nilo-saharyjska czy amerindiańska.